# Su Zhe
Su Zhe (pinyin: Sū Zhé, sinogrammes simplifiés : 苏辙; traditionnels : 蘇轍), ou Su Che, né en 1039, mort en 1112, était un penseur, politicien, classiciste et homme de lettres chinois de la dynastie Song. Son prénom social était Ziyou (子由).
Su Zhe, son père Su Xun et son frère ainé Su Shi, connus ensemble sous le nom des Trois Su (三苏), sont à l'origine de l'École de Shu (蜀学). Les trois sont comptés parmi les Huit Grands maîtres des Tang et des Song (唐宋八大家), immortalisés au XIXe siècle par Wei Yuan de la dynastie Qing. 
Il est l'auteur, entre autres, d'une théorie de la conservation de l'énergie vitale (养气) et des commentaires du Classique des vers, et des Annales des Printemps et des Automnes.